# Holcocera titanica
Holcocera titanica é uma espécie de mariposa do gênero Holcocera pertencente à família Coleophoridae.